# Ernst Schatz
Ernst Schatz est un entomologiste allemand, né en 1844 et mort en 1887.
Il fait paraître, avec Otto Staudinger (1830-1900), Exotische Schmetterlinge en 1888. Sa collection de papillons exotiques est conservée au musée d'histoire naturelle de Berlin.